# Padre Carlos
El Padre Carlos fue un escultor quiteño del siglo XVII. 
Aunque considerado el escultor más importante de su tiempo en Quito, la falta de aportes documentales sobre su vida y su obra llevó a dudar de su existencia a más de un estudioso y a pensar que bajo ese nombre se recogían obras de distintos escultores. El hallazgo de una inscripción que lo señala como el autor del San Lucas Evangelista (1668) de la capilla de Cantuña  de la Iglesia de San Francisco confirmó que no se trata de un personaje ficticio aunque poco más se conozca de su biografía.